# 1729 Beryl
Beryl (asteróide 1729) é um asteróide da cintura principal, a 2,0053024 UA. Possui uma excentricidade de 0,1005188 e um período orbital de 1 215,83 dias (3,33 anos).
Beryl tem uma velocidade orbital média de 19,94797701 km/s e uma inclinação de 2,44305º.
Esse asteróide foi descoberto em 19 de Setembro de 1963 por Goethe Link Obs..